# Josef Müller (Konsul)
Josef Müller (* 25. September 1955 in Fürstenfeldbruck) ist ein deutscher Steuerberater, Buchautor, Redner und war panamaischer Honorarkonsul in Deutschland. Darüber hinaus fungierte Müller als Botschafter der Zentralafrikanischen Republik in Monaco.

## Biografie
Josef Müller wurde als einziger Sohn eines Kriminalbeamten und einer Operationsschwester geboren. Er wuchs in normalen bürgerlichen Verhältnissen auf. Mit 18 Jahren erlitt er einen schweren Autounfall, ist seitdem querschnittgelähmt und auf die Hilfe eines Rollstuhls angewiesen.
Mit 25 Jahren legte Müller das Steuerberater-Examen ab. Später unterhielt er vier Steuerberatungs-Kanzleien mit insgesamt 50 Mitarbeitern, zudem einen Autoverleih und einen Neuwagenvertrieb für deutsche Luxusfahrzeuge. Müller agierte auch als Vermögensverwalter, Bauträger und Immobilienmakler.
1990 wurde Müller vom damaligen Staatspräsident Panamas, Guillermo Endara Galimany, zum Honorarkonsul ernannt. In den 1990er Jahren galt er in der Münchner Schickeria als genialer Anlage- und Steuerberater, der mit legalen Methoden Steuern im großen Stil am Fiskus vorbeischleuste und mit spekulativen Anlagestrategien für seine Mandanten hohe Renditen erzielte. Auf dem Höhepunkt drifteten Müllers Geschäfte in die Illegalität ab. Er wurde zum Geldwäscher amerikanischer Drogenbarone, veruntreute das Geld seiner vermögenden Mandanten, insgesamt 7,5 Millionen Euro. Einen amerikanischen Drogendealer betrog er um 40 Millionen US-Dollar.
Bereits 1994 wurde Müller zu viereinhalb Jahren Gefängnis verurteilt, unter anderem wegen Steuerhinterziehung. Allerdings musste er die Haft nicht antreten, da er aufgrund seiner Gehbehinderung Haftverschonung erhielt. 2005 wurde Müller nach monatelanger Fahndung durch das FBI und europäische Kriminalbeamte im Wiener Hotel Le Meridien verhaftet. Er wurde wegen schweren Betrugs vom Münchner Landgericht I verurteilt und verbüßte ab 2007 eine fünfeinhalbjährige Haftstrafe im Gefängnis Stadelheim und der Justizvollzugsanstalt Landsberg am Lech. Während seiner Haftzeit studierte Müller Theologie.
Nach seinem Gefängnisaufenthalt begann er als Autor und Redner zu arbeiten.

## Werke
- Ziemlich bester Schurke: Wie ich immer reicher wurde. Fontis-Verlag, Basel 2013, ISBN 978-3-7655-1595-8.
- Ziemlich bester Schurke, Vom FBI gejagt, von Gott gefunden. (Video-DVD), SCM Bundesverlag, Konrad Schmid (Regie), Josef Müller (Darsteller)
- Ziemlich bester Schurke: Wie ich immer reicher wurde. MP3-Audio-CD, Fontis-Verlag, Basel 2015, ISBN 978-3-03848-802-6.
- GO! Das Leben will dir Beine machen. Fontis-Verlag, Basel 2015, ISBN 978-3-03848-057-0.
- Kraftfutter pur. 30 Power-Andachten. mediaKern Verlag, Wesel 2019, ISBN 978-3-8429-1631-9.
- Kraftfutter pur 2. 30 Power-Andachten. mediaKern Verlag, Wesel 2020, ISBN 978-3-8429-1636-4.
- Stark & frei. Zur Konfirmation. mediaKern Verlag, Wesel 2020, ISBN 978-3-8429-3574-7.

## Filmische Rezeption
- TV-Doku: Überführt – mit Joe Bausch: Der Geldwäscher Josef Müller (Folge 5), ZDFinfo, 2017, 45 min[9][10]